# Oublier
Oublier è un singolo della cantante francese Aya Nakamura, pubblicato il 15 febbraio 2016 come secondo estratto dal primo album in studio Journal intime.

## Descrizione
Oublier è una canzone pop-R&B contenente elementi di musica africana.

## Classifiche
| Classifica (2016) | Posizione massima |
| ----------------- | ----------------- |
| Francia           | 96                |